# Oncino
Oncino (Onsin in piemontese, Ounçin in occitano) è un comune italiano di 78 abitanti della provincia di Cuneo in Piemonte.

## Geografia fisica

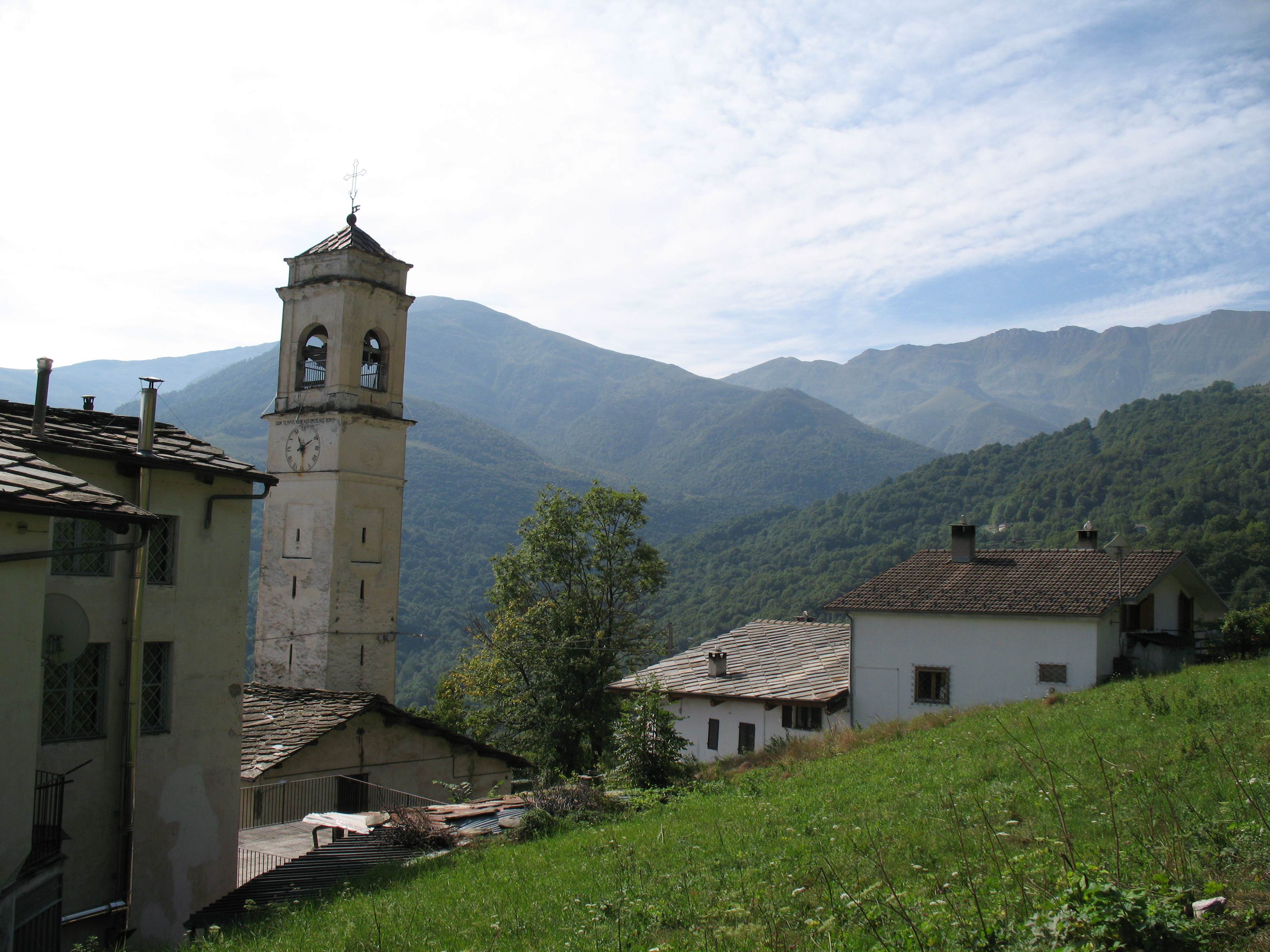
Il campanile

Oncino si trova in destra orografica della Valle Po, in un vallone laterale bagnato dal torrente Lenta. Il suo territorio è interamente montano e culmina con il Monviso. Oltre ad esso varie altre cime piuttosto note circondano il paese, tra le quali si possono ricordare la Cima delle Lobbie, la Rasciassa e la Testa di Cervetto.

## Monumenti e luoghi d'interesse
- Parrocchiale di Santo Stefano (capoluogo).
- Madonna del Bel Fò, il cui nome deriva dall'apparizione della Madonna ad una pastorella su di un faggio nei pressi di dove è ora la cappella.[4]
- Ricovero dell'Alpetto, nei pressi dell'omonimo rifugio: oggi utilizzato come museo, è la più antica struttura ricettiva del Club Alpino Italiano. più dettagli?[senza fonte].

## Società

### Evoluzione demografica
Il comune ha subito un forte spopolamento, arrivando in cento anni, a partire dal 1911, ad un ventesimo della popolazione originaria. 

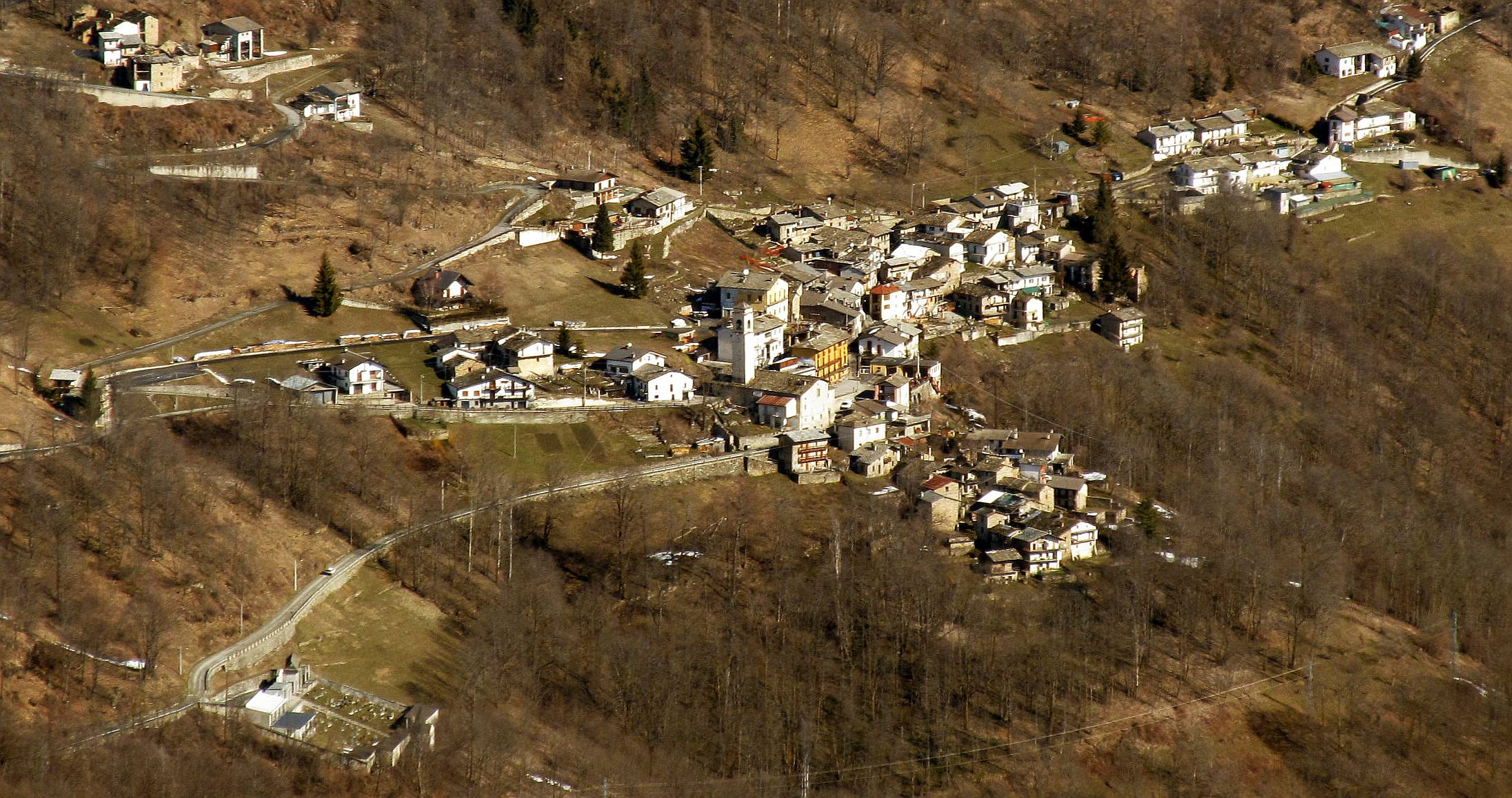
Oncino dalla testa di Cervetto

Abitanti censiti

## Amministrazione

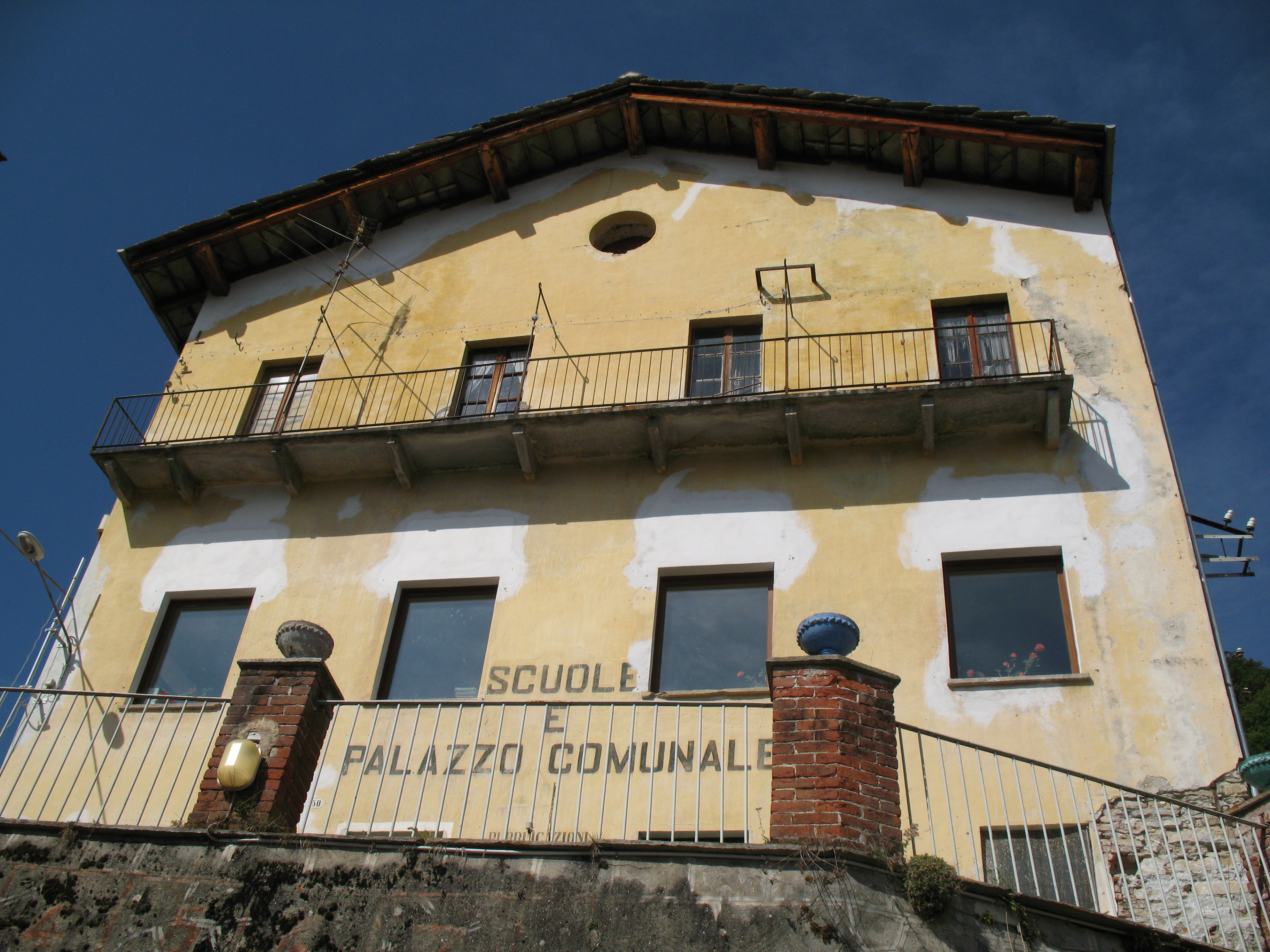
Il municipio

| Periodo | Periodo   | Primo cittadino      | Partito      | Carica  | Note |
| ------- | --------- | -------------------- | ------------ | ------- | ---- |
| 1995    | 1996      | Pier Franco Margaria | lista civica | Sindaco |      |
| 1996    | 2001      | Piera Claudia Abburà | lista civica | Sindaco |      |
| 2001    | 2011      | Mario Bianchi        | lista civica | Sindaco |      |
| 2011    | 2016      | Piero Paolo Abburà   | lista civica | Sindaco |      |
| 2016    | 2018      | Mario Bianchi        | lista civica | Sindaco |      |
| 2019    | 2024      | Alfredo Fantone      | lista civica | Sindaco |      |
| 2024    | in carica | Alfredo Fantone      | lista civica | Sindaco |      |

### Altre informazioni amministrative
Oncino fa parte della Comunità montana Valli Po, Bronda, Infernotto e Varaita.